# Фтиј
Фтиј је у грчкој митологији било име више личности.

## Митологија
1. Син Посејдона и Ларисе, по коме је Фтија у Тесалији добила назив.[1]
2. Један од Ликаонових синова.[1]
3. Према каснијим митовима, он је најпре Ахајев и Пелазгов брат, а потом Ахејев син и Хрисипин муж, са којом је имао сина Хелена.[2]